# 納粹主義和電影

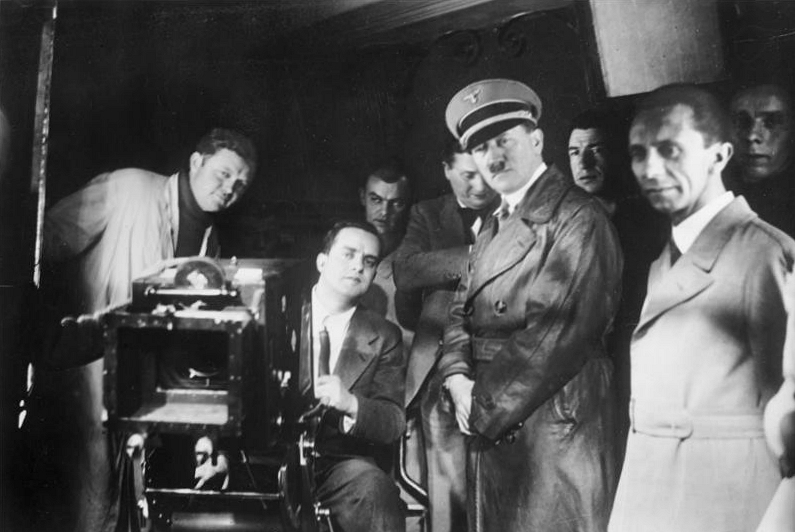
阿道夫·希特勒和約瑟夫·戈培爾在觀看電影，1935年

納粹主義創造了一個利用了20世紀新技術的精緻的宣傳系統，而電影也是其中一部分。 納粹黨重視電影並將其作為有巨大力量的宣傳工具。納粹黨在1930年代早期就成立了電影部門並利用電影作為宣傳工具。在納粹黨執政之後，還和外國合作拍攝電影。